# Лавитрано, Луиджи
Луиджи Лавитрано (итал. Luigi Lavitrano; 7 марта 1874, Форио, королевство Италия — 2 августа 1950, Марино, Италия) — итальянский кардинал. Епископ Кава и Сарно с 25 мая 1914 по 16 июля 1924. Архиепископ Беневенто с 16 июля 1924 по 29 сентября 1928. Архиепископ Палермо с 29 сентября 1928 по декабрь 1944. Префект Священной Конгрегации по делам монашествующих с 16 мая 1945 по 2 августа 1950. Кардинал-священник с 16 декабря 1929, с титулом церкви Сан-Сильвестро-ин-Капите с 19 декабря 1929.